# Barragem do Seujet
A Barragem do Seujet é ao mesmo tempo uma barragem e uma passarela, a  Passarela do Seujet,  sobre o Ródano entre a ponte da Coulouvrenière e a ponte Sous-Terre, 100 m a jusante do Edifício das Forças Motrizes em Genebra na Suíça.

## A barragem
A barragem é composta de três canais de 13 m de largura, dois dos quais são equipados por válvula hidráulica e a terceira é uma eclusa para permitir a passagem de pequenos barcos. O conjunto também possui uma eclusa para peixes com 21 degraus.
O reservatório da barragem não é outro do que o lago Lemano inteiro com uma superfície de 580,1 km² equivalente a 89 km3 .

## A passarela
A passarela  tem 4,9 m de largura e permite ligar o quai du Sujet á place des Volontaires. 

## Funções
A Barragem du Seujet foi construída em 1995 para desempenhas três funções principais

### Nível do lago
Regular o nível do lago Lemano de acordo com o contrato intercantonal assinado em 1884 entre o cantão do Valais, o cantão de Vaud, e o cantão de Genebra. Segundo este acordo o nível máximo deve situar-se entre 372,15 e 372,30  m entre Junho e Dezembeo, e o nível mínimo entre  371,60  e 371,75 m de meio-Março a meio-Abril, para permitir todos os trabalhos de reparação e limpeza no lago ou nas bermas. Cada quatro anos o mínimo é ainda inferior para os grandes trabalhos.
Durante as grandes cheias ou fortes chuvas, as flutuações podem variar de ± 30 cm. Desde 1974, o máximo registrado foi de 372,60 m .

### Regulação
Regular o caudal para impedir tanto quanto possível inundações a jusante de Genebra até á foz do Ródano, pelo delta da Camarga no Mediterrâneo.

### Energia
A barragem, alimenta o Edifício das Forças Motrizes dos Services Industriels de Genève (SIG) que produzem 25 GWh por ano 